# Botafogo Futebol Clube (João Pessoa)
Pour les articles homonymes, voir Botafogo Futebol Clube.
Maillots
Actualités
Dernière mise à jour : 18 août 2025.
Le Botafogo Futebol Clube est un club brésilien de football fondé le 28 septembre 1931 et basé à João Pessoa dans l'État de Paraíba.

## Palmarès
| Compétitions nationales                               | Compétitions régionales |
| ----------------------------------------------------- | --- |
| - Championnat du Brésil de D4 (1) : - Champion : 2013 | - Championnat de Paraíba (30) : - Champion : 1936, 1937, 1938, 1944, 1945, 1947, 1948, 1949, 1953, 1954, 1955, 1957, 1968, 1969, 1970, 1975, 1976, 1977, 1978, 1984, 1986, 1988, 1998, 1999, 2003, 2013, 2014, 2017, 2018 et 2019 - Vice-champion : 1935, 1940, 1950, 1952, 1956, 1965, 1971, 1979, 1980, 1987, 1989, 1996, 1997, 2000, 2001, 2002, 2006, 2010, 2015 et 2016 - Coupe de Paraíba (pt) (1) : - Vainqueur : 2010 - Finaliste : 2006, 2009 et 2012 - Copa do Nordeste : - Finaliste : 2019 |